# Любовские Дворцы
Любовские Дворцы — деревня в Рославльском районе Смоленской области России. Входит в состав Кирилловского сельского поселения. Население — 13 жителей (2007 год). 
Расположена в южной части области в 10 км к северо-востоку от Рославля, в 0,1 км севернее автодороги А101 Москва — Варшава («Старая Польская» или «Варшавка»), на берегу реки Острик. В 11 км юго-западнее деревни расположена железнодорожная станция Рославль-1 на линии Смоленск — Брянск. 

## История
В годы Великой Отечественной войны деревня была оккупирована гитлеровскими войсками в августе 1941 года, освобождена в сентябре 1943 года.